# راه‌آهن دو خطه

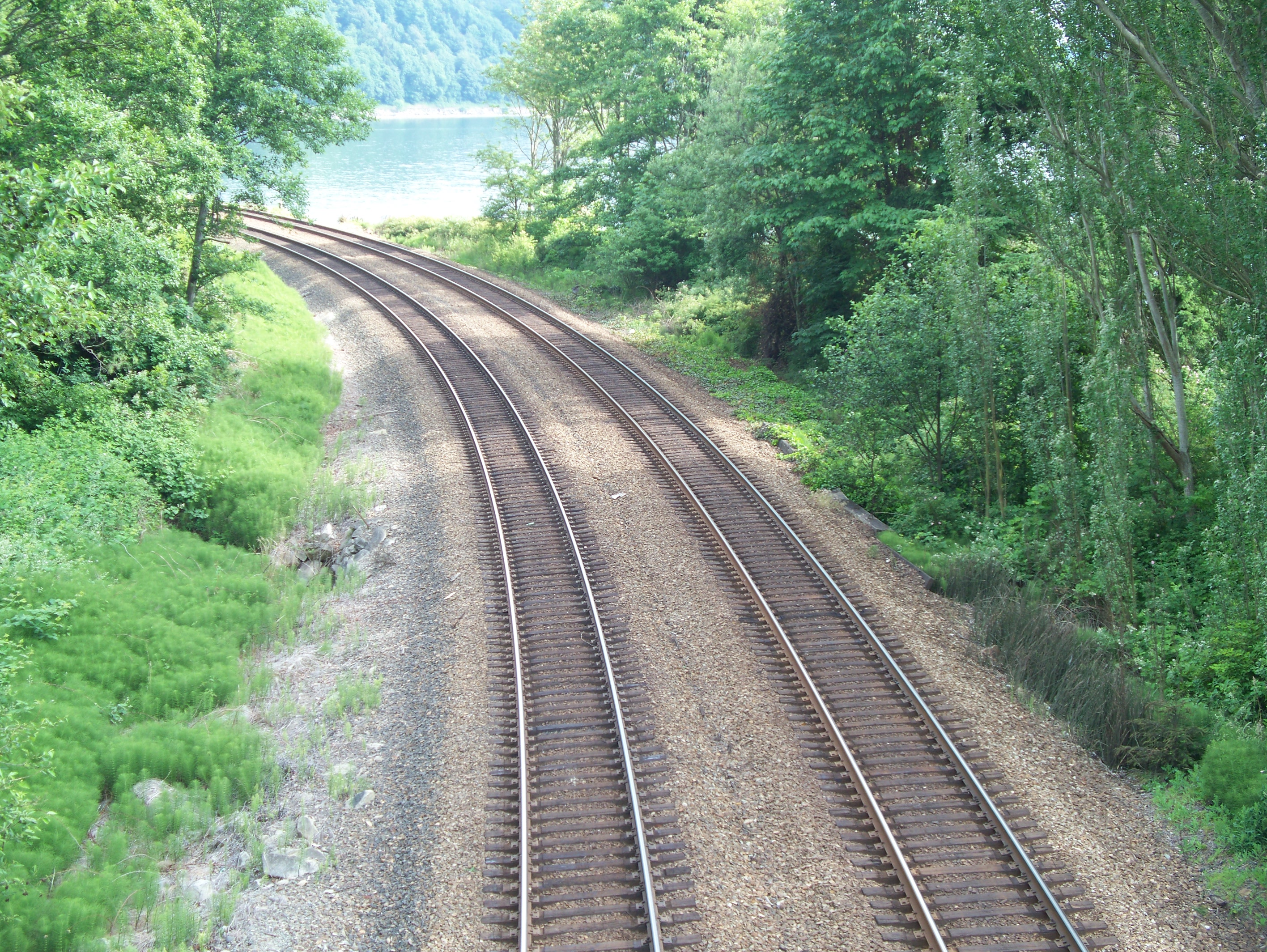
راه‌آهن دو خطه

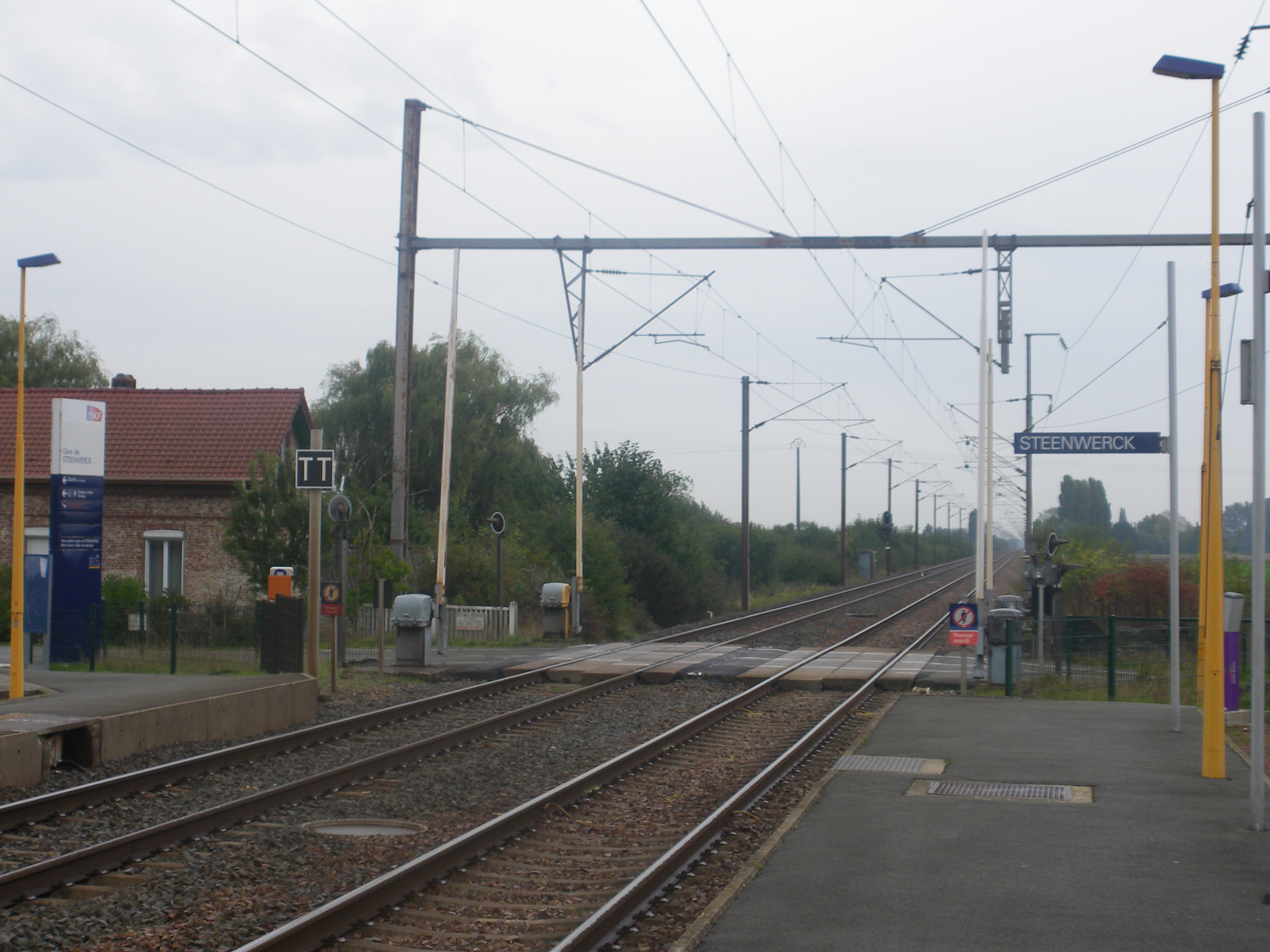
راه‌آهن دو خطه در فرانسه

راه‌آهن دو خطه (انگلیسی: Double track) راه‌آهنی است که به صورت رفت و برگشت و دوبل در کنار یکدیگر ساخته میشود. خطوط دوبل جلوگیری از ایجاد ترافیک و حمل و نقل سریع‌تر اولین بار در انگلستان ساخته شده است.
ساخت راه‌آهن دو خطه نسبت به راه‌آهن تک خطه هزینه و زمان ساخت بالاتر اما کارایی بیشتری دارد، در ایستگاه‌های قطار برای راه‌آهن دو خطه دو سکو در دو طرف آن ساخته میشود تا هر دو مسیر قطار را پوشش دهد. معمولاً فاصله مرکز هر خط راه‌آهن با خط کناری براساس سرعت بین قطارها ۴ تا ۵ متر می‌باشد.

## نگارخانه

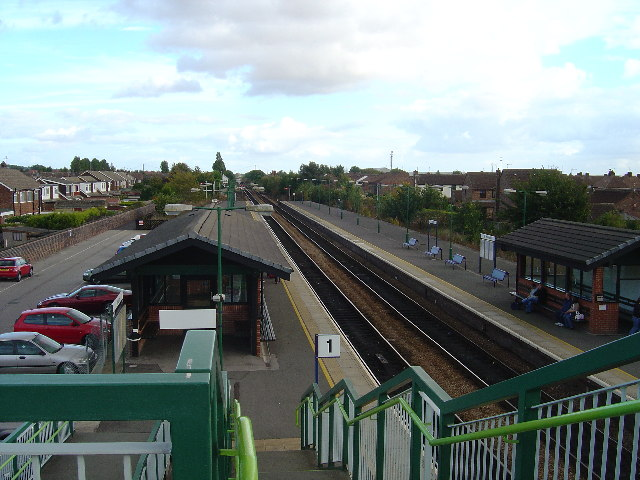
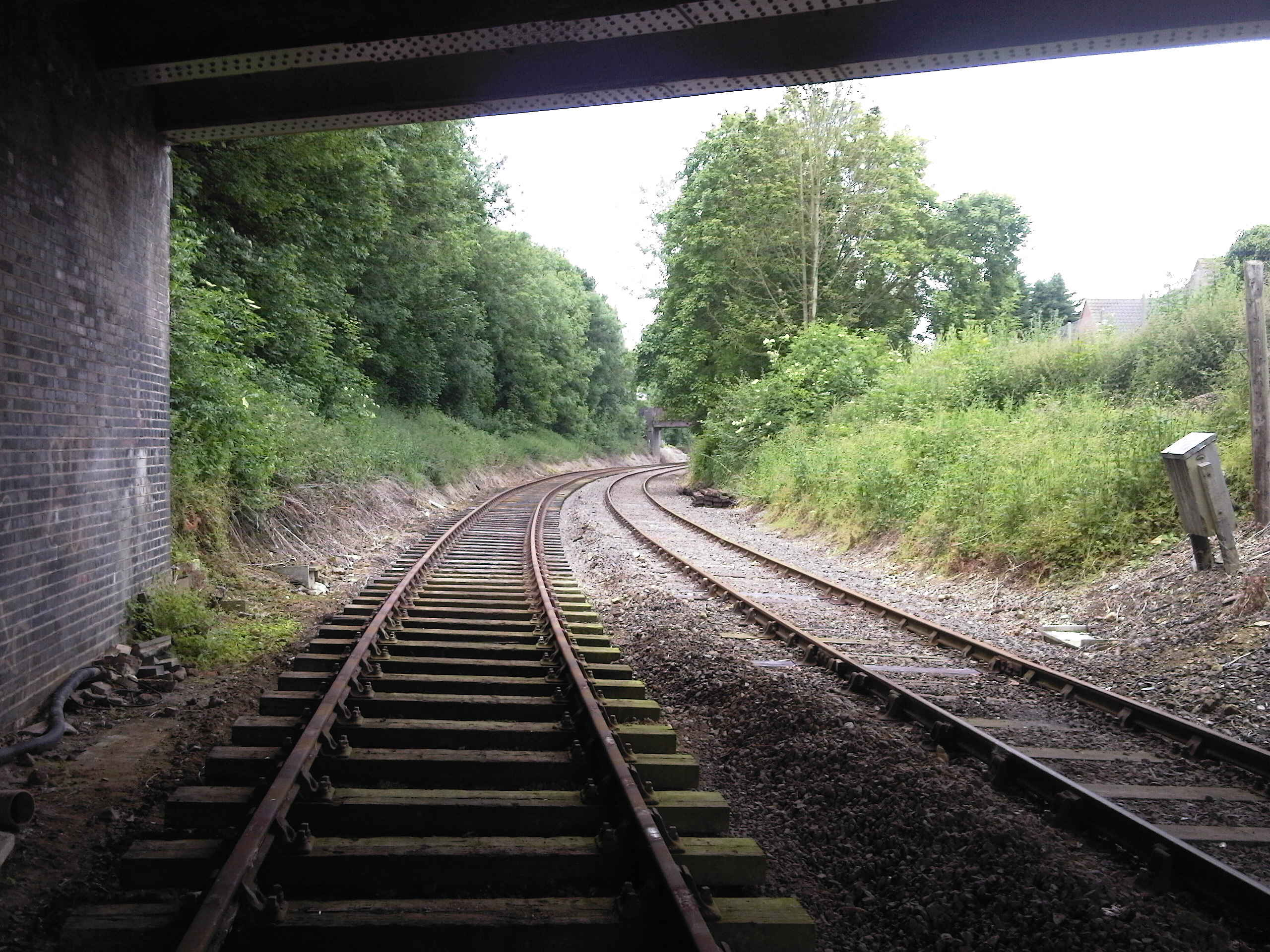
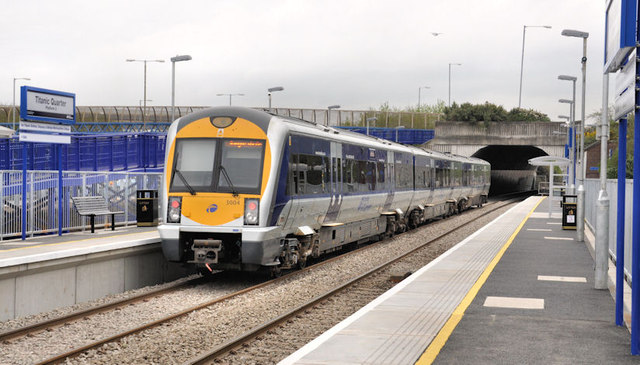